# Lasiocereus
Lasiocereus F.Ritter è un genere di piante succulente della famiglia delle Cactacee, endemico del Perù.

## Tassonomia
Il genere comprende due specie
- Lasiocereus fulvus F.Ritter
- Lasiocereus rupicola F.Ritter